# Львова-Эберле, Лидия
Ли́дия Льво́ва-Э́берле (пол. Lidia Lwow-Eberle; 14 ноября 1920, Плёс, Советская Россия — 5 января 2021, Варшава, Польша) — польская партизанка русского дворянского происхождения, подпоручик Армии Крайовой. Участница антинацистского и антикоммунистического вооружённого сопротивления. В 1950 приговорена к пожизненному заключению, в 1956 освобождена по амнистии. По гражданской профессии — археолог. В Третьей Речи Посполитой — активистка ветеранского движения.

## Происхождение. Эмиграция из России
Родилась в семье сельскохозяйственного инженера. По отцовской и материнской линиям родства принадлежала к русскому дворянскому роду. Среди предков был автор музыки гимна Российской империи Алексей Львов, среди родственников — первый глава Временного правительства князь Георгий Львов.
Вскоре после рождения Лидии семья по политическим причинам эмигрировала из советского государства и перебралась в Новогрудок, в то время принадлежавший Польше. Глава семьи работал агрономом, затем принял католичество и вместе с семьёй перебрался в Кобыльник, где продолжал аналогичную деятельность. Окончив школу в Новогрудке, Лидия Львова поступила на юридический факультет Вильнюсского университета. После вступления в Польшу советских войск преподавала в сельской школе Кобыльника.

## Партизанская борьба. Связь с командиром
Летом 1943 Лидия Львова вступила в партизанский отряд Армии Крайовой (АК), действовавший на территории Вилейской области под командованием подпоручика Антония Бужиньского. Носила псевдонимы Ewa и Lala. Участвовала в боях с немецкими оккупантами. С советскими партизанами, по её оценкам, первоначально складывались хорошие отношения. Однако логика политической борьбы привела к жёсткому вооружённому противостоянию.

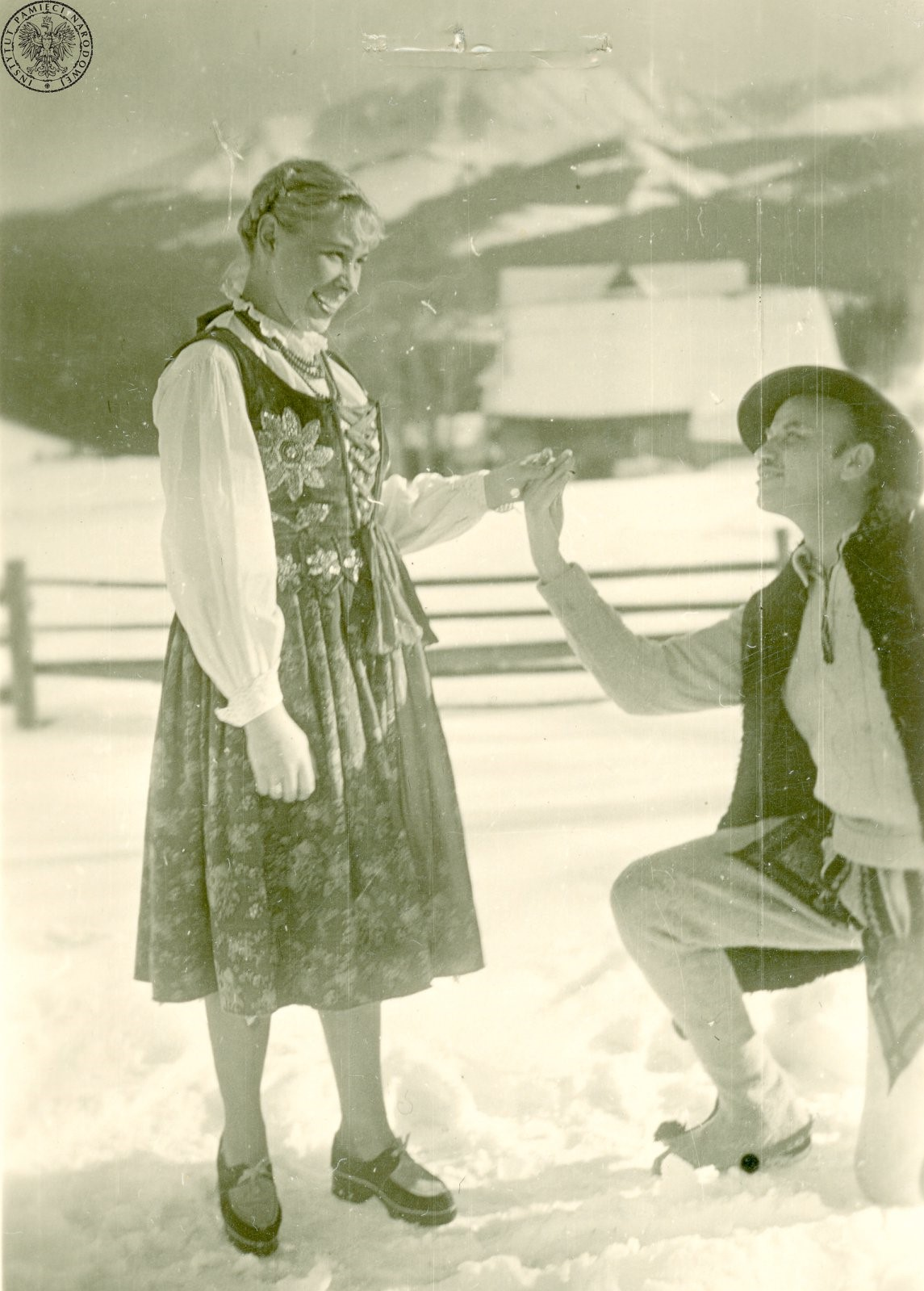
Лидия Львова и Зыгмунт Шендзеляж

26 августа 1943 отряд Бужиньского был разгромлен советской партизанской бригадой полковника Маркова. После этого Лидия Львова присоединилась к 5-й Вилейской бригаде АК под командованием майора Зыгмунта Шендзеляжа, известного под позывным Лупашка. Служила медсестрой, участвовала в боях с немецкими войсками и польскими коммунистическими формированиями, была ранена. Получила в АК звание подпоручика.
После гибели жены Шендзеляжа Анны вступила с ним в гражданский брак. Связь русской девушки с польским офицером в повстанческом отряде воспринимается как романтическая черта истории 5-й бригады.
В 1947 Зыгмунт Шендзеляж и Лидия Львова попытались осесть в Закопане и перейти к мирной жизни. Однако органы госбезопасности польских коммунистов продолжали их разыскивать. 30 июня 1948 Шендзеляж и Львова были арестованы. 23 октября 1950 они предстали перед военным судом вместе с подполковником АК Антонием Олехновичем, капитаном АК Генриком Боровским, прапорщиком АК Люцианом Минкевичем, женой Минкевича Вандой.
Судья Мечислав Видай приговорил Шендзеляжа, Олехновича, Боровского и Люциана Минкевича к смертной казни, Ванду Минкевич — к 12 годам тюрьмы, Лидию Львову — к пожизненному заключению. В общей сложности Лидия Львова провела в тюрьмах ПНР более 7 лет.

## Освобождение. Работа археолога
В 1956 году, в ходе «гомулковской оттепели» Лидия Львова (как и Ванда Минкевич) освободилась по амнистии. Окончила Варшавский университет, получила учёную степень археолога. Вышла замуж за историка Яна Эберле, приняла двойную фамилию. В семье родилась дочь Юстина.
Лидия Львова-Эберле руководила археологическим отделом Комиссии по изучению древностей. Работала в Варшавском историческом музее, участвовала в реставрации Королевского дворца. С 1984 вышла на пенсию.

## Ветеранская общественная активность
После смены общественно-политического строя Польши на рубеже 1980—1990-х Лидия Львова-Эберле работала в ветеранских организациях Армии Крайовой. Участвовала в установлении обстоятельств казни Зыгмунта Шендзеляжа. Популяризировала историю АК и бригады Лупашки, занимала активную антикоммунистическую позицию. Будучи патриоткой Польши, отмечала свою связь с Россией. Свою долгую жизнь называла красиво прожитой.
Была давней жительницей варшавской дзельницы Беляны, активно занималась местной общественной деятельностью. 
Награждена дважды Орденом Возрождения Польши, Бронзовым Крестом Заслуги с мечами, Крестом Храбрых.

## Кончина
Лидия Львова-Эберле умерла в возрасте 100 лет. Информация о её кончине была распространена ветеранскими организациями. В некрологах её называли «наречённой Лупашки», «русской аристократкой по рождению, польской патриоткой по убеждению», «женщиной-символом польского антинацистского и антикоммунистического сопротивления». С заявлением соболезнования выступил президент Польши Анджей Дуда.
Похоронена на Военном кладбище Повонзки, в Пантеоне солдат сражающейся Польши (квартал D18-кол. левые B-11-5).